# 인비촌
인비촌(因尾村)은 오이타현 미나미아마베군에 있던 촌이다. 현재의 사이키시, 분고타카다시의 일부에 해당한다.